# Heinz Hoppe (Sänger)

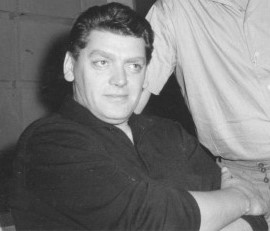
Heinz Hoppe 1963 in Hamburg

Heinz Hoppe (* 26. Januar 1924 in Saerbeck; † 7. April 1993 in Mannheim) war ein deutscher Opern-, Lied- und Operettensänger (Tenor).

## Leben
Heinz Hoppe war einer der bekanntesten und meistbeschäftigten Tenöre seiner Zeit. Er wuchs in der Bauerschaft Middendorf im Münsterland auf. Im Laufe des Zweiten Weltkrieges kämpfte er an der Ostfront und kehrte erst 1948 aus sowjetischer Gefangenschaft in seine Heimat zurück. Er wollte schon früh Sänger werden.
Sein Gesangsdebüt gab er 1953 als Xerxes in Georg Friedrich Händels gleichnamiger Oper an den Städtischen Bühnen Münster, wo er mit seiner Tenorstimme mit baritonaler Färbung bald Furore machte. So erhielt er bereits 1955 ein festes Engagement in Bremen am dortigen Staatstheater, ab 1956 gehörte er dem Ensemble der Hamburgischen Staatsoper an. Hoppe gab Gastspiele in Frankfurt und München und avancierte bald zum gefeierten Star an den größten Opernhäusern der Welt. Er sang in Paris, an der Metropolitan Opera in New York, an der Scala in Mailand, in Madrid, Lissabon und vielen anderen Orten. Später folgten Konzerte und Oratorien an allen bedeutenden Aufführungsstätten Europas.
1962 ernannte ihn der Hamburger Senat in Anbetracht seiner künstlerischen Leistungen zum Kammersänger – er war damit einer der jüngsten Sänger Deutschlands, der sich dieses Titels erfreuen durfte. Die Staatliche Hochschule für Musik in Heidelberg-Mannheim ernannte ihn zum Professor für Sologesang und zum Leiter der Opernschule. Neben dem klassischen Opernfach mit einer Vorliebe für Mozart-Partien beherrschte er auch Operette und Liedgesang. Als Liedinterpret trat Hoppe gemeinsam mit dem Pianisten Sebastian Peschko hervor.
Darüber hinaus wirkte Hoppe bei zahlreichen Opern- und Operettenaufzeichnungen sowie bei über 200 Rundfunk- und Schallplattenaufnahmen mit. Seine Operettenaufnahmen entstanden vor allem beim NDR Hamburg und Hannover; später arbeitete Hoppe auch mit dem Dirigenten Franz Marszalek zusammen, der ihn bei Polydor mit der Sopranistin Ingeborg Hallstein koppelte. In mehreren Ausgaben von Heinz Schenks Unterhaltungsshow Zum Blauen Bock trat Hoppe als Stammgast auf.
Am 7. April 1993 erlag er in einer Klinik in Mannheim den Folgen einer Operation.